# Brooklyn Bridge to Chorus
«Brooklyn Bridge to Chorus» —en español: «Puente de Brooklyn al Coro»— es una canción de la banda neoyorkina The Strokes. Es el tercer sencillo de su álbum "The New Abnormal" lanzado el 6 de abril de 2020.

## Posicionamiento en lista
| Lista (2020)                                | Posiciones |
| ------------------------------------------- | ---------- |
| Bélgica (Flandes) (Ultratip Bubbling Under) | 17         |
| New Zealand Hot Singles (RMNZ)              | 24         |